# Kubok Ukraïny 2017-2018
La Kubok Ukraïny 2017-2018 (in ucraino Кубок України?) è stata la 27ª edizione della Coppa d'Ucraina. La competizione è iniziata il 9 luglio 2017 e si è conclusa il 9 maggio 2018. Lo Šachtar era il detentore del trofeo e si è riconfermato campione battendo in finale la Dinamo Kiev col punteggio di 2-0.

## Date
| Fase        | Turno            | Frazionale  | Sorteggio         | Data              |
| ----------- | ---------------- | ----------- | ----------------- | ----------------- |
| Preliminari | Primo turno      | 1⁄64 finale | 30 giugno 2017    | 9 luglio 2017     |
| Preliminari | Secondo turno    | 1⁄32 finale | 13 luglio 2017    | 26 luglio 2017    |
| Preliminari | Terzo turno      | 1⁄16 finale | 4 agosto 2017     | 20 settembre 2017 |
| Fase finale | Ottavi di finale | 1⁄8 finale  | 27 settembre 2017 | 25 ottobre 2017   |
| Fase finale | Quarti di finale | 1⁄4 finale  | 31 ottobre 2017   | 29 novembre 2017  |
| Fase finale | Semifinali       | 1⁄2 finale  | 2 marzo 2018      | 18 aprile 2018    |
| Fase finale | Finale           | Finale      | 9 maggio 2018     | 9 maggio 2018     |

## Risultati

### Primo turno
| Squadra 1                    | Risultato       | Squadra 2              |
| ---------------------------- | --------------- | ---------------------- |
| 9 luglio 2017                |                 |                        |
| Dnipro-1                     | 5 – 0           | Bukovyna Černivci      |
| Ternopil'                    | 1 – 1 (3-5 dtr) | Ahrobiznes Voločys'k   |
| Arsenal Bila Cerkva          | 0 – 3           | Prykarpattja           |
| Chaika Kyiv–Sviatoshyn Raion | 0 – 2           | Ruch Vynnyky           |
| Tavrija                      | 3 – 0           | Skala 1911 Stryj       |
| Nikopol'                     | 1 – 0 (dts)     | Myr Hornostajivka      |
| Demnja                       | 2 – 1 (dts)     | Dnipro                 |
| L'viv                        | 2 – 0           | Kremin' Kremenčuk      |
| Real Farma Odessa            | 1 – 3           | Enerhija Nova Kachovka |
| Nyva Ternopil'               | 2 – 2 (4-3 dtr) | Metalist               |
| Podillja                     | 1 – 3           | Nyva Vinnycja          |
| Metalurh Zaporižžja          | 0 – 2           | Polіssja Žytomyr       |
| 10 luglio 2017               |                 |                        |
| Sudnobudivnyk Mykolaïv       | 0 – 2           | Balkany Zorja          |

### Secondo turno
| Squadra 1              | Risultato       | Squadra 2         |
| ---------------------- | --------------- | ----------------- |
| 26 luglio 2017         |                 |                   |
| Avanhard Kramators'k   | 1 – 0           | Mykolaïv          |
| Helios Charkiv         | 0 – 0 (3-1 dtr) | Obolon'-Brovar    |
| Inhulec'               | 3 – 1           | Poltava           |
| Nyva Ternopil'         | 0 – 2           | Prykarpattja      |
| Enerhija Nova Kachovka | 1 – 4           | Žemčužyna Odessa  |
| Ruch Vynnyky           | 1 – 3 (dts)     | Hirnyk-Sport      |
| Desna Černihiv         | 4 – 0           | Balkany Zorja     |
| Ahrobiznes Voločys'k   | 2 – 2 (5-4 dtr) | Naftovyk-Ukrnafta |
| Kolos Kovalivka        | 3 – 2           | Čerkas'kyj Dnipro |
| Demnja                 | 1 – 0           | Polіssja Žytomyr  |
| Nikopol'               | 0 – 1           | Arsenal Kiev      |
| L'viv                  | 3 – 0           | Volyn'            |
| Dnipro-1               | 2 – 0           | Sumy              |
| 27 luglio 2017         |                 |                   |
| Tavrija                | 2 – 1 (dts)     | Nyva Vinnycja     |

### Terzo turno
| Squadra 1            | Risultato       | Squadra 2         |
| -------------------- | --------------- | ----------------- |
| 20 settembre 2017    |                 |                   |
| Helios Charkiv       | 1 – 2           | Desna Černihiv    |
| Kolos Kovalivka      | 1 – 2           | Mariupol'         |
| Žemčužyna Odessa     | 1 – 1 (2-5 dtr) | Stal' Kam"jans'ke |
| Tavrija              | 3 – 2 (dts)     | Zirka             |
| Ahrobiznes Voločys'k | 1 – 2 (dts)     | Veres Rivne       |
| Inhulec'             | 0 – 0 (5-6 dtr) | Arsenal Kiev      |
| Avanhard Kramators'k | 0 – 2           | Vorskla           |
| Prykarpattja         | 2 – 1           | Karpaty           |
| Dnipro-1             | 1 – 0           | Hirnyk-Sport      |
| Demnja               | 1 – 2           | L'viv             |

### Ottavi di finale
| Squadra 1       | Risultato       | Squadra 2         |
| --------------- | --------------- | ----------------- |
| 25 ottobre 2017 |                 |                   |
| Arsenal Kiev    | 0 – 1           | Veres Rivne       |
| Tavrija         | 0 – 5           | Mariupol'         |
| Vorskla         | 2 – 0 (dts)     | Olimpik Donec'k   |
| Prykarpattja    | 0 – 2           | Desna Černihiv    |
| Dnipro-1        | 0 – 0 (8-7 dtr) | Čornomorec'       |
| L'viv           | 1 – 1 (5-3 dtr) | Stal' Kam"jans'ke |
| Zorja           | 3 – 4 (dts)     | Šachtar           |
| Oleksandrija    | 2 – 3 (dts)     | Dinamo Kiev       |

### Quarti di finale
| Squadra 1        | Risultato   | Squadra 2   |
| ---------------- | ----------- | ----------- |
| 29 novembre 2017 |             |             |
| Vorskla          | 1 – 2       | Mariupol'   |
| Desna Černihiv   | 0 – 2       | Dinamo Kiev |
| L'viv            | 1 – 2 (dts) | Dnipro-1    |
| Šachtar          | 4 – 0       | Veres Rivne |

### Semifinali
| Squadra 1      | Risultato | Squadra 2   |
| -------------- | --------- | ----------- |
| 18 aprile 2018 |           |             |
| Dnipro-1       | 1 – 4     | Dinamo Kiev |
| Šachtar        | 5 – 1     | Mariupol'   |

### Finale
| Arbitro: | Možarovs'kyj (Leopoli) |

|  |           |                            |
|  | Marcatori | 47’ Ferreyra 61’ Rakyc'kyj |

| Dinamo Kiev | Šachtar |

#### Formazioni
| Dinamo Kiev          |    |                    |     |     |
|                      |    |                    |     |     |
| P                    | 71 | Denys Bojko        |     |     |
| D                    | 94 | Tomasz Kędziora    | 63’ |     |
| D                    | 26 | Mykyta Burda       |     |     |
| D                    | 44 | Tamás Kádár        |     |     |
| D                    | 9  | Josip Pivarić      |     |     |
| C                    | 19 | Denys Harmaš       | 80’ |     |
| C                    | 8  | Volodymyr Šepeljev | 69’ |     |
| C                    | 7  | Benjamin Verbič    |     | 86’ |
| C                    | 40 | Mykola Šaparenko   |     | 66’ |
| C                    | 15 | Viktor Cyhankov    |     |     |
| A                    | 41 | Artem Bjesjedin    | 28’ |     |
| A disposizione:      |    |                    |     |     |
| P                    | 72 | Artur Rudko        |     |     |
| D                    | 30 | Artem Šabanov      |     |     |
| C                    | 9  | Mykola Morozjuk    |     |     |
| C                    | 17 | Ruslan Rotan       |     |     |
| C                    | 31 | Heorhij Citaišvili |     | 86’ |
| C                    | 46 | Achmed Alibekov    |     |     |
| A                    | 70 | Dieumerci Mbokani  |     | 66’ |
| Allenatore:          |    |                    |     |     |
| Aljaksandr Chackevič |    |                    |     |     |

| Šachtar         |    |                    |     |       |
|                 |    |                    |     |       |
| P               | 30 | Andrij Pjatov      |     |       |
| D               | 2  | Bohdan Butko       |     | 90+1’ |
| D               | 44 | Jaroslav Rakyc'kyj |     |       |
| D               | 4  | Serhij Kryvcov     |     |       |
| D               | 31 | Ismaily            |     |       |
| C               | 6  | Taras Stepanenko   | 83’ |       |
| C               | 8  | Fred               | 33’ |       |
| C               | 28 | Taison             |     |       |
| C               | 10 | Alan Patrick       |     | 65’   |
| C               | 11 | Marlos ()          |     |       |
| A               | 19 | Facundo Ferreyra   |     | 77’   |
| A disposizione: |    |                    |     |       |
| P               | 26 | Mykyta Ševčenko    |     |       |
| D               | 5  | Davit Khocholava   |     | 90+1’ |
| D               | 98 | Dodô               |     |       |
| C               | 9  | Dentinho           |     |       |
| C               | 12 | Wellington Nem     |     |       |
| C               | 74 | Viktor Kovalenko   |     | 65’   |
| A               | 88 | Olarenwaju Kayode  |     | 77’   |
| Allenatore:     |    |                    |     |       |
| Paulo Fonseca   |    |                    |     |       |

## Record
- Miglior attacco: Šachtar (15)
- Partita con più reti: Zorja-Šachtar 3-4 (7)
- Partita con maggiore scarto di reti: 2 partite (5)